# Honi soit qui mal y pense

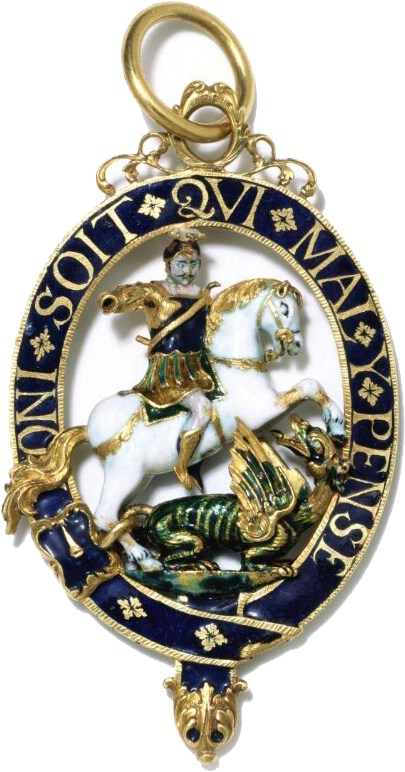
Emblemet för Strumpebandsorden med texten Honi soit qui mal y pense på själva strumpebandet.

Honi soit qui mal y pense är gammalfranska för "Skam den, som tänker illa därom". Uttrycket fungerar som valspråk för Strumpebandsorden, som är Englands förnämsta statsorden. I modern franska skrivs uttrycket "Honni soit qui mal y pense", men Strumpebandsorden härstammar från medeltiden, då franska var hovspråk i England, och den dåtida stavningen har därför bevarats hos Strumpebandsorden. Uttrycket har också ofta använts i andra sammanhang.

## Bakgrund
Uttrycket skall ha uppkommit när kung Edward III av England en gång dansade med grevinnan av Salisbury. Hennes strumpeband gled ner till fotleden, vilket fick omkringstående att skratta åt hennes belägenhet. I en galant gest tog då Edward upp strumpebandet och satte det på sitt eget ben, varefter han sade "Honi soit qui mal y pense". Frasen blev därefter ordens motto.

## Drift
I den danska filmen Dynamitgubbarna (Olsen-banden ser rødt) från 1976 driver man med frasen. Baron Løwenvolds familjemotto är en kortare version av den, nämligen "Honi soit qui pense", vilket betyder "Skam, den som tänker".